# Hermanus van Wyk

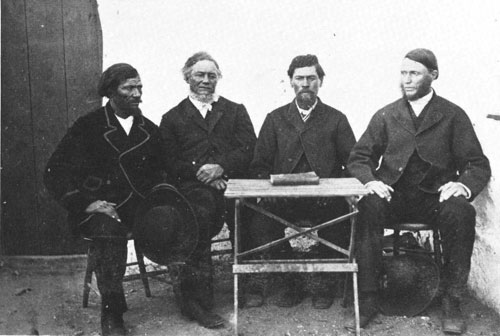
První sněm rehobothských basterů v roce 1872. Hermanus van Wyk je třetí zleva.

Hermanus van Wyk (1835–1905) byl prvním Kapteinem (vůdcem) rehobothských Basterů v Rehobothu v jihovýchodní Africe (dnešní Namibie). Pod jeho vedením se Basteři přestěhovali ze severního Kapska právě do Rehobothu, který spolu s okolní půdou získali smlouvou s Německým císařstvím.

## Cesta do jihozápadní Afriky
Van Wyk se narodil roku 1835 ve Fraserburgu v Kapské kolonii. Jako vůdce klanu se v roce 1868 rozhodl opustit Kapskou kolonii a vydat se na sever. Putovali na sever přes oázu Pella, překročili řeku Orange a dorazili do vesnice Berseba v roce 1870. Basterští průzkumnící objevili úrodné území kolem Rehobothu, které bylo opuštěné kmenem Nama kvůli útoku jiného kmene Orlamů.